# Sympathische Ophthalmie
Bei der sympathischen Ophthalmie (lateinisch Ophthalmia sympathica, von ophthalmia für „Augenentzündung“, womit in den hippokratischen Schriften wie auch später noch meist eine Bindehautentzündung gemeint war), früher auch „sympathische Augenkrankheit“ genannt, handelt es sich  wahrscheinlich um eine Autoimmunerkrankung, welche die Augen betrifft und nach Verletzungen auftreten kann.

## Ursachen und Symptome
Als Ursache der Ophthalmia sympathica genannten Entzündungen der Augen wird eine Autoimmunerkrankung angenommen, die sich gegen Bestandteile der mittleren Augenhaut (Uvea) richtet. Nach traumatischer Verletzung der Gefäßhaut eines Auges oder nach Operationen am Auge mit Beteiligung der Uvea können Strukturen freigelegt und Antigene freigesetzt werden, durch die unter Umständen autoimmune Reaktionen aktiviert werden. Dadurch kann sich das verletzte Auge chronisch entzünden. Die aktive autoimmune Antwort kann nach einigen Wochen bis mehreren Jahren auf das unverletzte andere Auge übergreifen.
Unspezifische Anzeichen der Erkrankung sind Sehstörungen, Schmerzen und eine eingeschränkte Fähigkeit zur Naheinstellung des Auges. Die sympathischen Ophthalmie wurde 1866 durch Albrecht von Graefe näher beschrieben. Infolge einer andauernden Entzündungsreaktion kann es nicht nur zur Erblindung des zuerst betroffenen Auges kommen, sondern auch des zweiten.
Eine Assoziation mit bestimmten Leukozyten-Antigenen (HLA) bedarf der weiteren Abklärung. Eine japanische Studie zeigt Zusammenhänge mit HLA-DRB1*04 und HLA-DQB1*04, die in einer deutschen Studie teilweise nachvollzogen werden konnten.

## Behandlung
Das betroffene Auge sollte, falls es schon erblindet ist, bei Erkennen einer chronischen Entzündung rechtzeitig entfernt werden, um das Übergreifen auf das andere Auge zu vermeiden.
Sind beide Augen bereits betroffen, kann nur noch eine intensive immunsuppressive Therapie helfen, die Sehfähigkeit zu erhalten.

## Ophthalmie bei Luxemburger Adligen
Eine erbliche Disposition zur Ophthalmie wird bei einigen Mitgliedern der Adelslinien von Luxemburg vermutet. Neben Heinrich IV., 1136–1196 Graf  von Luxemburg, ist besonders der Fall Johann I., Graf von Luxemburg und 1311–1346 König von Böhmen, bekannt, der zuerst 1337 auf dem rechten Auge erblindete und drei Jahre später auf dem linken. In der Schlacht bei Crécy 1346 zog Johann der Blinde, geführt von seinem Bannerträger, auf französischer Seite gegen den englischen König in den Kampf und fand den Tod.